# Contender
El contender es una clase internacional de embarcación a vela diseñada por Bob Miller (conocido como Ben Lexcen) en 1967 para intentar suceder a la clase Finn como embarcación olímpica.